# 1592

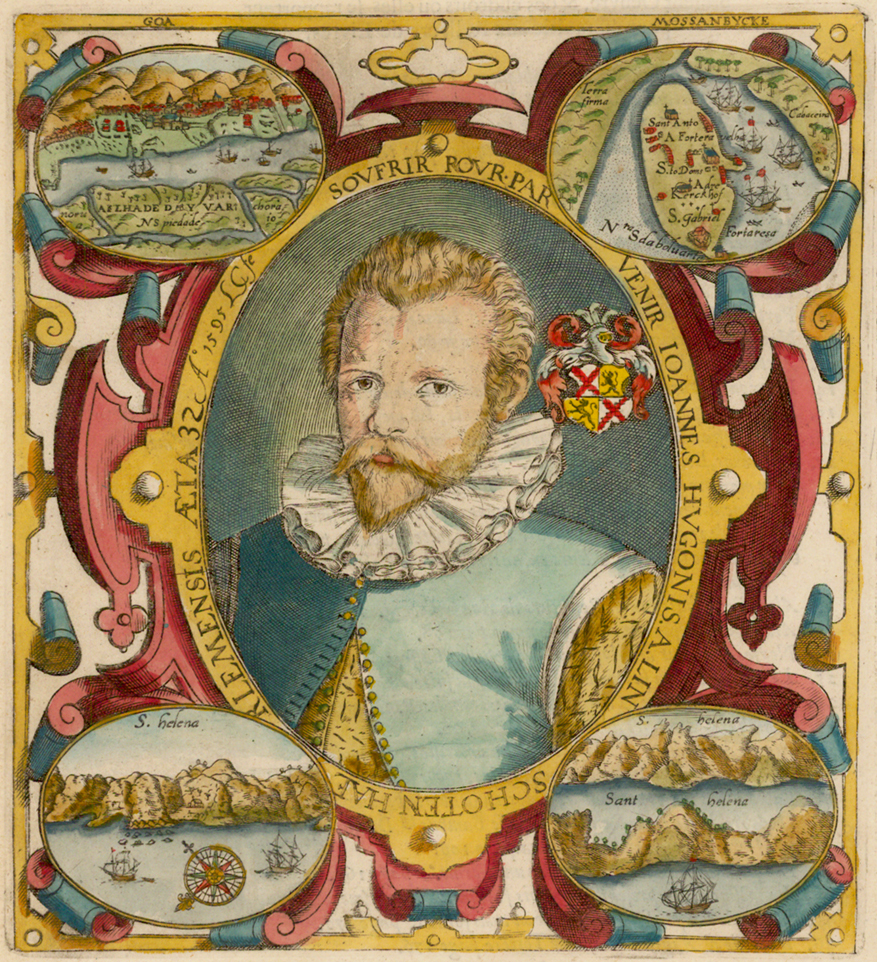
Jan Huygen van Linschoten

Het jaar 1592 is het 92e jaar in de 16e eeuw volgens de christelijke jaartelling.

## Gebeurtenissen
januari
- 9 - De in Wenen werkzame Vlaamse botanicus Carolus Clusius slaat het aanbod af de eerste prefect te worden van de nieuwe Hortus botanicus Leiden. Maar de briefwisseling wordt voortgezet, en in de loop van het jaar worden Clusius en Leiden het eens.

april
- april - Japan valt Korea binnen: begin van de Japanse invasies van Korea (1592-1598).

mei
- 20 - De protestantse leden van het kapittel van Straatsburg kiezen de 15-jarige Johan George, zoon van de Brandenburgse keurvorst Joachim Frederik van Brandenburg tot bisschop.
- 28 - Staatse troepen beginnen het beleg van Steenwijk, dat sinds 1582 door de Spanjolen wordt bezet.
- 31 - Het geheime huwelijk van sir Walter Raleigh met de hofdame Elizabeth ("Bess") Throckmorton wordt ontdekt en Raleigh wordt gevangen gezet.

juni
- 9 - de katholieke kanunniken van Straatsburg, die naar Saverne zijn gevlucht, kiezen Karel van Lotharingen tot tegenbisschop. Dit resulteert in de Straatsburgse Bisschoppenoorlog.

juli
- 5 - Na een hevig beleg geven de Spaansgezinde troepen de stad Steenwijk over aan Maurits van Nassau.

augustus
- 16 - De stadhouders Maurits en Willem Lodewijk slaan het beleg voor Coevorden.

september
- 2 - Het garnizoen van Coevorden geeft zich over aan de Staatse troepen.

november
- 30 - Het Breviarium-Grimani wordt overgedragen aan de Procura van San Marco.

december
- december - De Koreanen, onder leiding van admiraal Yi Sun-sin en met hulp van Ming China, verdrijven de Japanners.

zonder datum
- Jan Huygen van Linschoten keert na jaren van reizen voor Portugal terug in Nederland, zijn publicaties van de "geheime" zeevaartroutes naar Oost-Indië openen voor Nederland de deur van de Gouden Eeuw.
- De tweede Brandaris vuurtoren wordt gebouwd op Terschelling, maar stort door verkeerde bouwmaterialen direct weer in.
- Bihać valt in handen van het Ottomaanse Rijk.

## Muziek
- Publicatie van het Derde Boek Madrigalen van Claudio Monteverdi.

## Bouwkunst

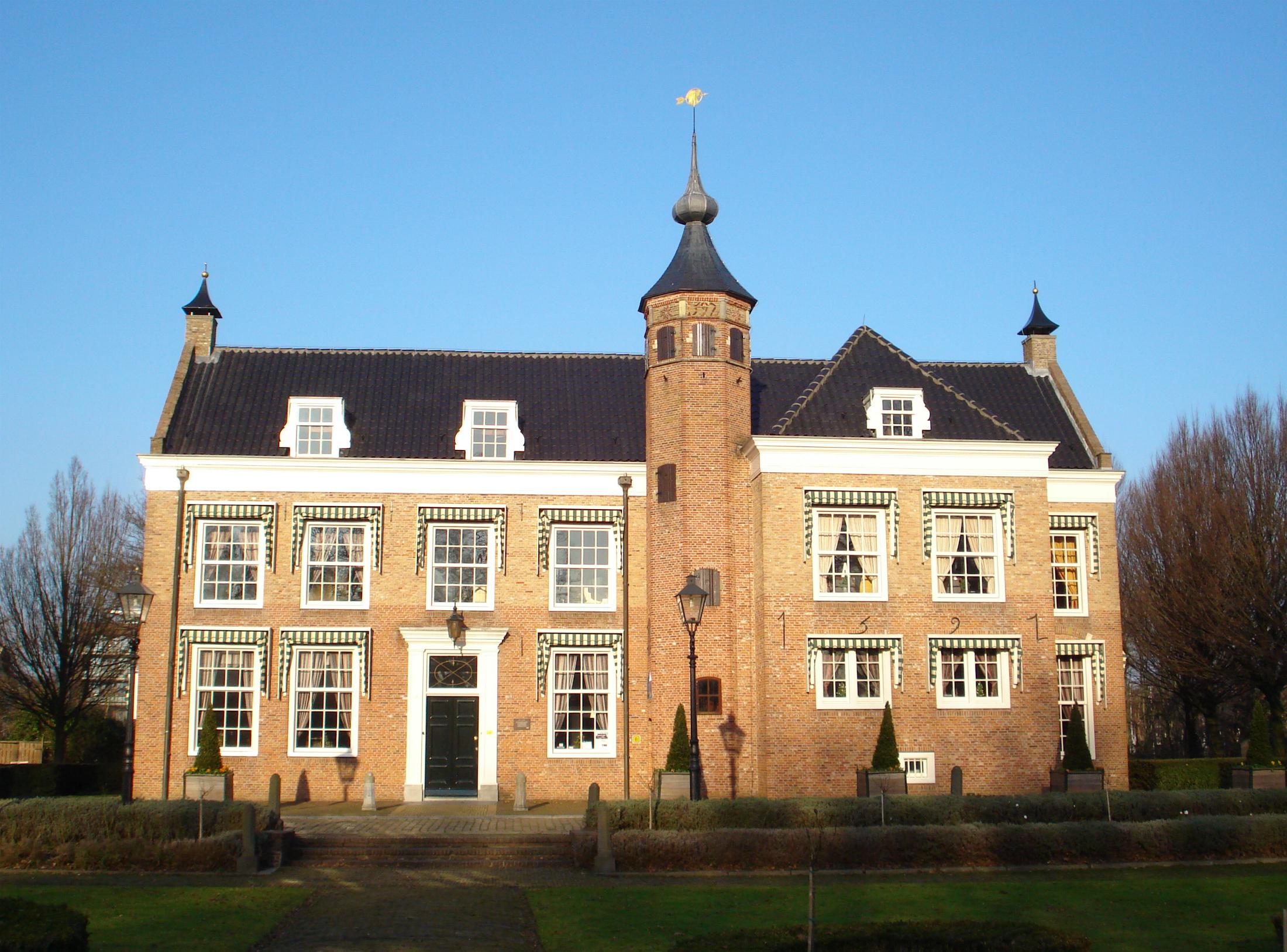
D'Oliphant (1592) Rotterdam

## Geboren
januari
- 22 - Pierre Gassendi, Frans filosoof en wiskundige (overleden 1655)

maart
- 28 - Jan Amos Comenius, Tsjechisch filosoof, theoloog en pedagoog

augustus
- 13 - Willem van Nassau-Siegen, graaf van Nassau-Siegen en veldmaarschalk van het Staatse leger (overleden 1642)

november
- 4 - Gerard van Honthorst, Nederlands kunstschilder

datum onbekend
- Jacques Callot, Frans barok graficus
- Roelof van Echten (1592 - 1643), Nederlands heer van Echten en Echtens Hoogeveen, stichter van Hoogeveen

## Overleden
januari
- 22 - Elisabeth (37), weduwe van koning Karel IX van Frankrijk

maart
- 10 - Michiel Coxie (92), Brabants kunstschilder

juli
- 1 - Marc'Antonio Ingegneri (45 ?), Italiaans componist in de late renaissance

september
- 3 - Robert Greene, Engels schrijver

november
- 17 - Johan III van Zweden (54), koning van Zweden

december
- 3 - Alexander Farnese (47), hertog van Parma